# 拉倩噶拉
拉倩噶拉(梵文：Laksminkara)，印度大乘密宗人士，八十四成就者之一。

## 簡介
拉倩噶拉為成就者印札菩提國王之妹，自幼年開始，拉倩噶拉就已享盡貴族所擁有的榮華富貴，且親近許多善知識，通曉許多密續的教法。後來，哥哥印札菩提把她許配給蘭卡國王嘉稜扎的兒子。
當公主被迎娶抵達蘭卡鋪拉之時，因為星象不吉未能馬上被迎娶入宮，因而暫留鎮上。拉倩噶拉發現所遇見的人都不是佛教徒，又發現王子打獵殺生，因而憂思過度昏厥。甦醒之後裝瘋禪修，七年之後，公主得到了成就，並傳法給國王的一個清潔工。
有一天，嘉稜札國王去打獵迷了路，來到拉倩噶拉所居住的山洞。驚見四方天女向拉倩噶拉頂禮致敬和獻供。於國王回宮後又復歸向拉倩噶拉求法，但公主表示國王不是她有緣的弟子，要他去找清潔工，爾後，清潔工授與國王令心識成熟的灌頂，並且教授金剛亥母生起與圓滿二次第的口訣。最後，公主和清潔工在蘭卡鋪拉示現了許多奇蹟之後，以肉身飛行到空行淨土。